# Móles Kalyves
Móles Kalyves (Moles Kalyves) är en ort i Grekland.   Den ligger i prefekturen Chalkidike och regionen Mellersta Makedonien, i den nordöstra delen av landet, 220 km norr om huvudstaden Aten. Móles Kalyves ligger 6 meter över havet och antalet invånare är 125.
Terrängen runt Móles Kalyves är huvudsakligen kuperad, men västerut är den platt. Havet är nära Móles Kalyves söderut. Runt Móles Kalyves är det ganska glesbefolkat, med 42 invånare per kvadratkilometer. Närmaste större samhälle är Kassandra, 9,3 km norr om Móles Kalyves. 